# 塞莉絲特·帕加
塞莉絲特·帕加（英語：Celeste Plak，1995年10月26日—），荷蘭女子排球運動員，司職主攻手。現效力於日超姬路维多利亚女排俱樂部。
她是荷蘭國家女子排球隊的隊員之一。她代表荷蘭在巴西出戰2016年奥林匹克运动会奪得第四名，是荷蘭在奥运女子排球史上最佳成績。帕加是荷蘭國家女子排球隊史上第一位黑人球員。